# Lymnaea
A Lymnaea a csigák (Gastropoda) osztályának tüdőscsigák (Pulmonata) rendjébe, ezen belül a mocsári csigák (Lymnaeidae) családjába tartozó nem.
Családjának a típusneme.
A Lymnaea-fajok a csigák „legelésző” típusába sorolhatók.

## Rendszerezés
A nembe az alábbi 15 faj tartozik:
- Lymnaea acuminata
- Lymnaea atkaensis Dall, 1884
- Lymnaea cailliaudi
- Lymnaea cousini[2]
- Lymnaea cubensis[3]
- Lymnaea diaphana[2]
- Lymnaea emarginata Say
- Lymnaea fusca (C. Pfeiffer, 1821)
- Lymnaea fragilis (Linnaeus, 1758)[4]
- Lymnaea kazakensis Mozley, 1934[4]
- Lymnaea neotropica Bargues et al., 2007[3]
- nagy mocsáricsiga (Lymnaea stagnalis) típusfaj - (Linnaeus, 1758)[4]
- Lymnaea tomentosa tomentosa Pfeiffer, 1855
- Lymnaea tomentosa hamiltoni - kihalt alfaj; Dell, 1956
- Lymnaea viatrix[3]
- Lymnaea vulnerata Küster, 1862

Az alábbi fajok korábban ebbe a nembe tartoztak, de manapság áthelyezték őket más nemekbe:
- Pseudosuccinea columella - szinonimája: Lymnaea columella
- Stagnicola palustris - szinonimája: Lymnaea palustris
- fülcsiga (Radix auricularia) - szinonimája: Lymnaea auricularia
- Radix luteola - szinonimája: Lymnaea luteola
- Radix natalensis - szinonimája: Lymnaea natalensis
- pocsolyacsiga (Radix peregra) - szinonimája: Lymnaea peregra
- Radix balthica - szinonimák: Lymnaea ovata, Radix ovata

### Fordítás
- Ez a szócikk részben vagy egészben  a   Lymnaea című angol Wikipédia-szócikk fordításán alapul.  Az eredeti cikk szerkesztőit annak laptörténete sorolja fel. Ez a jelzés csupán a megfogalmazás eredetét és a szerzői jogokat jelzi, nem szolgál a cikkben szereplő információk forrásmegjelöléseként.